# Leucauge profundifoveata
Leucauge profundifoveata là một loài nhện trong họ Tetragnathidae.
Loài này thuộc chi Leucauge. Leucauge profundifoveata được Embrik Strand miêu tả năm 1906.